# Strada Alexei Șciusev din Chișinău
Strada Alexei Șciusev (colocvial str. Șciusev; secolul al XIX-lea și până în 1924 – str. Leovskaia; 1924-1944 – str. General Berthelot; 1944-1945 – str. Leovskaia; începând cu anul 1945 poartă numele actual) este o stradă din centrul istoric al Chișinăului. 
De-a lungul străzii sunt amplasate o serie de monumente de arhitectură și istorie (casa de raport a arhitectului Elladi, casa de raport, nr. 35, casa de raport, nr. 37, casa de raport, nr. 44, casa de raport, nr. 53, casa de raport cu magazie la parter, nr. 62, casa individuală, nr. 52, casa individuală, nr. 76, casa individuală, nr. 81, casa individuală, nr. 82, casa individuală, nr. 97, casa individuală, nr. 99, casa individuală, nr. 125, casa lui Ivan Ivanov, complexul de case de raport ale lui Ițko Oxinoit, casa-muzeu „Alexei Șciusev”, complexul de case ale medicului Tverdohlebov, edificiul cu funcții sociale, nr. 105, clădirea fostului orfelinat, clădirea fostei școli, clădirea sinagogii Sennaia, conacul urban, nr. 47, vila urbană, nr. 84, vila urbană, nr. 117 etc), precum și clădiri administrative (Liceul teoretic „Nikolai Gogol”, blocuri ale Universității de Medicină și Farmacie „Nicolae Testemițanu”, sediul BCR Chișinău, sediul Mitropoliei Basarabiei, studioul TVR Moldova, fostul stadion Republican etc). 
Strada începe de la intersecția cu str. Tighina, intersectând alte 15 artere și încheindu-se la intersecția cu bd. Ștefan cel Mare și Sfânt.

## Legături externe
- Strada Alexei Șciusev din Chișinău la wikimapia.org